# Marlene (cantante venezolana)
Marlene Estefanía Arias Rodríguez, (San Félix, Edo Bolivar, Venezuela) 9 de febrero de 1955 - Miami, Estados Unidos; 1 de febrero de 2023) conocida artísticamente como "Marlene", fue una cantante venezolana quien alcanzó la cúspide de la fama con su disco homónimo publicado en 1982. 
Inicio su vida musical muy joven, participó como corista de cantantes de renombre como Mirla Castellanos, Trino Mora, Nancy Ramos, Carlos Morean, José Luis Rodríguez, En 1978 se le presentó la oportunidad de ser vocalista del grupo Los Tigres allí se destaca por excelsa voz en los álbumes: "El Color de tu mirada", y "Hoy Al Recordar Una Década", este último de gran popularidad, asimismo participó junto con Los Tigres en el disco "Navidad con las Estrellas". Esta demostración clara de su talento profesional, le abre las puertas a un nuevo reto, su lanzamiento como solista, se retira de Los Tigres y comienza a grabar su álbum  "Marlene", que fue uno de los discos mas exitosos de gran parte de la década de los años 80, con los temas: "Ámame", "No notas que estoy temblando" y " Que nos pasa esta mañana". No obstante, a sus 26 años aun sin conocer las mieles de su éxito discográfico, se retira del escenario público de manera intempestiva y definitiva. "... Marlene... enigmáticamente decidió retirarse y ni siquiera asistió al lanzamiento del disco. Apenas dejó algunas fotos y videos con su imagen, previamente grabados sin público, para ser transmitidos el día del estreno...Con esas mismas imágenes se produjo el videoclip de “Ámame”, editado como una especie de “collage” con las mismas tomas."  A Marlene se le considera una de las figuras más destacadas de la discografía venezolana de la década de los 80's.

## Biografía
Demostró habilidades musicales desde su infancia, y a los 12 años comenzó a presentarse en estaciones de radio, festivales regionales y otros eventos. Tras culminar el bachillerato en 1974 se trasladó a Caracas y se unió al grupo Imagen y Sonido. Con esta agrupación fue notada por productores discográficos, quienes empezaron a contratarla como corista de artistas como Mirla Castellanos, Trino Mora, Nancy Ramos y Carlos Morean, entre otros.
En 1978 fue reclutada por Humberto Becerra y Alfredo Cabrera como vocalista de Los Tigres y ese mismo año editó su primer álbum con la banda. Los Tigres, como los Tres Tristes Tigres antes que ellos, fueron una banda de gran popularidad y ventas que dio a conocer el nombre de Marlene en todo el país. En 1981 abandonó Los Tigres para seguir una carrera en solitario, y sirvió de corista de José Luis Rodríguez en el Festival De Viña Del Mar de ese año.
En 1982 fue firmada por Sonorodven para grabar un álbum homónimo con producción y temas de Juan Carlos Calderón. El disco produjo tres sencillos que se posicionaron en las carteleras de los países hispanohablantes y Estados Unidos: «No notas que estoy temblando», «Ámame» y «Qué nos pasa esta Mañana».
Tras el éxito del álbum debut se comenzó la producción de un segundo disco, pero solo se grabó el tema «Señor de mil palabras», el cual fue incluido en recopilaciones posteriores. Arias abandonó su carrera como cantante poco después de la edición del primer disco y desapareció de la vida pública tras contraer matrimonio con el empresario español Jorge Luis Barceló. Eventualmente se radicó en Panamá y posteriormente en Miami, Estados Unidos. Marlene, falleció a los 67 años en Miami, debido a una insuficiencia renal, derivada de la diabetes que padecía.
Para 1978, tras la separación del grupo Los Tres Tristes Tigres, Humberto Becerra y Alfredo Cabrera forman el grupo Los Tigres convirtiendo a Marlene en la figura principal del grupo, ese mismo año lanzan al mercado la primera producción discográfica con el nombre de "Rayando las paredes", para 1979 participan en el álbum Navidad con las estrellas, en 1980 publican su segunda producción discográfica titulada "Hoy al recordar una década", disco de gran popularidad y venta, este mismo año graban un recopilatorio de algunos de sus éxitos musicales, solamente incluía un nuevo tema «Agapimu», incluido en el álbum "Marlene Con Los Tigres".
En 1981 abandona Los Tigres para consolidar su carrera como solista, y José Luis Rodríguez "El Puma" le propone acompañarlo, como corista en el Festival De Viña Del Mar de 1981 hasta Chicago y Los Ángeles. 

### 1982: Álbum "Marlene"
En 1982 Marlene se catapulta a la fama con su único disco como solista llamado «Marlene» (1982), pero al momento de la grabación de este disco, Marlene aun sin saber el impacto en el público, renunció a su carrera artística y se alejó totalmente de la vida pública, los temas del álbum llegaron a lo más alto de la cima musical en Venezuela convirtiéndose en un icono de los años 80, con los temas: «Qué nos pasa esta mañana» ,«No notas que estoy temblando», y «Ámame». Este último fue usado como tema principal en la telenovela venezolana La heredera protagonizada por Hilda Carrero y Eduardo Serrano, de la mano de la disquera Sono-Rodven, junto a las composiciones de Juan Carlos Calderón, álbum que se ubicó en el primer lugar de la cartelera nacional "En este disco está lo mejor de mí en los últimos años y Marlene lo ha sabido captar en forma espectacular" su retiro de la música, dejó un hondo vacío en el público.
Luego de haberse convertido en una de las cantantes más exitosas en Venezuela en 1982, Marlene se despide del mundo artístico, tras contraer matrimonio y emigrar del país.
En Venezuela se le recuerda como una talentosa cantante que conquistó al público de su país por sus cualidades vocales e imagen, considerándosela un icono de la década de los 80. Su disco como solista es considerado una de las mejores producciones discográficas de los 80.

## Discografía
Con el grupo Los Tigres
- Alma llanera
- 1979, Navidad con las estrellas participación especial.
- 1980, Hoy al recordar una década
- Marlene con Los Tigres

Como solista
- 1982, Marlene SonoRodven Discos.

En compilaciones
- 1982, De corazón a corazón
- 1983, Disco de oro
- 1983, Fascinación
- 1985, Todos juntos varios
- 1989, Te quiero mucho
- 1991, Solo para ellos
- 1999, Colección lo mejor hecho en Venezuela: Marlene y Antonietta
- 2001, Colección 20/20 Los Tres Tristes Tigres y Marlene
- 2002, Ídolos de Venezuela y sus grandes éxitos CD #2
- 2002, Ídolos de Venezuela y sus grandes Éxitos CD #3
- 2002, Baladas inolvidables 2 - Serie 32 Vol. 2 - 2 CD
- 2002, Hecho en Venezuela Varios - Serie 32 CD2
- 2012, Divas - Serie Premium

## Legado
La reconocida cantante Sheena Easton, incluyó la canción «Ámame» en su álbum Todo me recuerda a ti  de 1984.
La Cantante Nathalli, versiona la canción "No notas que estoy temblando" en género merengue en 2016.